# Agnès de Castille
Agnès de Castille est la deuxième femme de Guilhem VIII, seigneur de Montpellier.

## Biographie
En mai 1187, Guilhem VIII répudie son épouse Eudoxie Comnène et épouse une dénommée Agnès, qui était apparentée au roi Alphonse II d'Aragon. À la suite de ce second mariage, l'évêque de Maguelone et l'archevêque de Narbonne l'excommunièrent en 1194 avant que cette union ne soit définitivement annulée par le pape Célestin III. Alors que Guilhem VIII mourut à Montpellier, en 1202, Eudoxie mourut retirée à l'Abbaye d'Aniane. 
Comme sa date de naissance (avant 1172?), on ignore également la date précise de sa mort (après 1204?).

## Famille
De cette « union », naissent 2 filles et 7 garçons. En voici la liste, par ordre de succession, tels que mentionnés dans le testament de Guilhem VIII :
1. Guilhem IX de Montpellier. En 1202, il devient seigneur de Montpellier, mais en 1204, Marie de Montpellier se marie en troisièmes noces avec Pierre II d'Aragon, et devient, avec l'aide des bourgeois de la ville, dame de Montpellier; De ce fait, Agnès et ses enfants furent chassés de Montpellier[HL vol. VI 3]. Agnès se réfugie alors à Pézenas et à cette date on perd la trace de Guillem IX qui décèdera peu après ;
2. Thomas (Tortose) ;
3. Raymond, religieux ;
4. Bernard, religieux ;
5. Guy, religieux, qui développera fortement l'École de médecine de Montpellier ;
6. Burgondion ;
7. Gaucelin de Lunel ;
8. Gagnez ;
9. Adelaïs.